# Recopa d'Europa de bàsquet
La Recopa d'Europa de bàsquet (oficialment en anglès: FIBA European Cup Winners' Cup) fou una competició esportiva de clubs de basquetbol europeus. De caràcter anual, fou creada l'any 1966 i fou organitzada Federació Internacional de Bàsquet. Hi participaven els equips campions de copa de cadascuna de les federacions nacionals europees, disputant una primera fase en format de lligueta i una fase final en format d'eliminatòries amb setzens, vuitens, quarts i semifinal a doble partit. Els dos finalistes disputaven la gran final en una seu neutral, normalment al més de març o abril.
Fins a la reorganització de les competicions europees la temporada 2001-02, fou considerada la segona competició més important de clubs de basquetbol europeus, essent substituïda l'any següent per la Copa ULEB.
Històricament, els equips italians foren els dominadors de la competició guanyant-la en quinze ocasions, destacant el Pallacanestro Cantú (1977, 1978, 1979 i 1981) i l'Olimpia Milano (1971, 1972, 1976) amb quatre i tres títols respectivament. El Reial Madrid amb quatre (1984, 1989, 1992, 1997) i el Futbol Club Barcelona amb dos (1985, 1986) foren els únics equips de l'Estat espanyol que guanyaren el torneig.

## Historial
| En negreta = Equip guanyador (1) = Nombre de títols 1-1 = Marcador campió-subcampió (prò.) = Pròrroga Nota: Noms dels equips segons l'època |

| Edició                   | Temp.           | Data            | Campió                    | Resultat        | Finalista               | Seu                                   | refs.           |
| Recopa d'Europa          | Recopa d'Europa | Recopa d'Europa | Recopa d'Europa           | Recopa d'Europa | Recopa d'Europa         | Recopa d'Europa                       | Recopa d'Europa |
| ------------------------ | --------------- | --------------- | ------------------------- | --------------- | ----------------------- | ------------------------------------- | --------------- |
| I                        | 1966-67         | N/D             | Pallacanestro Varese (1)  | 77-67 / 68-67   | Maccabi Tel Aviv        | Varese / Tel-Aviv                     |                 |
| II                       | 1967-68         | 04-04-1968      | AEK Athinai (1)           | 89-82           | USK Praha               | Estadi Panathinaikó, Atenes           |                 |
| III                      | 1968-69         | 17-04-1969      | Slavia Praha (1)          | 80-74           | Dinamo Tbilisi          | Wiener Stadthalle, Viena              |                 |
| IV                       | 1969-70         | N/D             | Fides Napoli (1)          | 64-60 / 87-65   | Vichy Basket            | Lió / Nàpols                          |                 |
| V                        | 1970-71         | N/D             | Olimpia Milano (1)        | 66-56 / 71-52   | Spartak Leningrad       | Leningrad / Milà                      |                 |
| VI                       | 1971-72         | 21-03-1982      | Olimpia Milano (2)        | 74-70           | Estrella Roja Belgrad   | Alexandreio Melathron, Salònica       | [ 2 ]           |
| VII                      | 1972-73         | 20-03-1973      | Spartak Leningrad (1)     | 77-62           | Jugoplastika Split      | Alexandreio Melathron, Salònica       |                 |
| VIII                     | 1973-74         | 02-04-1973      | Estrella Roja Belgrad (1) | 86-75           | BVV Brno                | Palasport Primo Carnera, Udine        |                 |
| IX                       | 1974-75         | 26-03-1975      | Spartak Leningrad (2)     | 63-62           | Estrella Roja Belgrad   | Palais des Sports de Beaulieu, Nantes |                 |
| X                        | 1975-76         | 17-03-1976      | Cinzano Milano (3)        | 88-83           | ASPO Tours              | Palasport Parco Ruffini, Torí         |                 |
| XI                       | 1976-77         | 29-03-1977      | Birra Forst Cantù (1)     | 87-86           | Radnicki Beograd        | Palau d'Esports Son Moix, Palma       |                 |
| XII                      | 1977-78         | 29-03-1978      | Gabetti Cantù (2)         | 84-82           | Sinudyne Bologna        | PalaLido, Milà                        |                 |
| XIII                     | 1978-79         | 22-03-1979      | Gabetti Cantù (3)         | 83-73           | EBBC                    | SRC Veli Jože, Poreč                  |                 |
| XIV                      | 1979-80         | 19-03-1980      | Emerson Varese (2)        | 90-88 (prò.)    | Gabetti Cantù           | Palasport di San Siro, Milà           |                 |
| XV                       | 1980-81         | 18-03-1981      | Squibb Cantù (4)          | 86-82           | FC Barcelona            | Palaeur, Roma                         | [ 3 ]           |
| XVI                      | 1981-82         | 16-03-1982      | Cibona Zagreb (1)         | 96-95 (prò.)    | Reial Madrid            | Salle Henri Simonet, Brussel·les      | [ 4 ]           |
| XVII                     | 1982-83         | 09-03-1983      | Scavolini Pesaro (1)      | 111-99          | ASVEL Lyon-Villeurbanne | Palau Municipal d'Esports, Palma      |                 |
| XVIII                    | 1983-84         | 14-03-1984      | Reial Madrid (1)          | 82-81           | Simac Milano            | Stedelijk Sportcentrum, Oostende      | [ 5 ]           |
| XIX                      | 1984-85         | 19-03-1985      | FC Barcelona (1)          | 77-73           | Zalgiris Kaunas         | Palais des Sports, Grenoble           | [ 6 ]           |
| XX                       | 1985-86         | 18-03-1986      | FC Barcelona (2)          | 101-86          | Scavolini Pesaro        | PalaMaggiò di Castel Morrone, Caserta | [ 7 ]           |
| XXI                      | 1986-87         | 17-03-1987      | Cibona Zagreb (1)         | 89-74           | Scavolini Pesaro        | Dvorana SPC Vojvodina, Novi Sad       |                 |
| XXII                     | 1987-88         | 16-03-1988      | CSP Limoges (1)           | 96-89 (prò.)    | RAM Joventut            | Palais des Sports, Grenoble           | [ 8 ]           |
| XXIII                    | 1988-89         | 14-03-1989      | Reial Madrid (2)          | 117-113 (prò.)  | Juventus Caserta        | Stadio Eirinis kai Philias, Atenes    | [ 9 ]           |
| XXIV                     | 1989-90         | 13-03-1990      | Virtus Bologna (1)        | 79-74           | Reial Madrid            | PalaGiglio, Florència                 | [ 10 ]          |
| XXV                      | 1990-91         | 26-03-1991      | PAOK (1)                  | 76-72           | CAI Zaragoza            | Patinoire des Vernets, Ginebra        | [ 11 ]          |
| Copa d'Europa de la FIBA |                 |                 |                           |                 |                         |                                       |                 |
| XXVI                     | 1991-92         | 17-03-1992      | Reial Madrid (3)          | 65-63           | PAOK                    | Palais des Sports de Beaulieu, Nantes | [ 12 ]          |
| XXVII                    | 1992-93         | 16-03-1993      | Aris Thessaloniki (1)     | 50-48           | Efes Pilsen Istanbul    | Palasport Ruffini, Torí               |                 |
| XXVIII                   | 1993-94         | 15-03-1994      | Olimpija Ljubljana (1)    | 91-81           | Taugrés Vitòria         | CIG de Malley, Lausana                | [ 13 ]          |
| XXIX                     | 1994-95         | 14-03-1995      | Benetton Treviso (1)      | 94-86           | Taugrés Vitòria         | Abdi İpekçi Arena, Istanbul           | [ 14 ]          |
| XXX                      | 1995-96         | 12-03-1996      | Taugrés Vitòria (1)       | 88-81           | PAOK                    | Pavelló Araba, Vitòria                | [ 15 ]          |
| EuroCopa de la FIBA      |                 |                 |                           |                 |                         |                                       |                 |
| XXXI                     | 1996-97         | 15-04-1997      | Reial Madrid Teka (4)     | 78-64           | Mash Jeans Verona       | Eleftheria Indoor Hall, Nicòsia       | [ 1 ]           |
| XXXII                    | 1997-98         | 14-04-1998      | Zalgiris Kaunas (1)       | 82-67           | Stefanel Milano         | Hala Pionir, Belgrad                  |                 |
| Copa Saporta             |                 |                 |                           |                 |                         |                                       |                 |
| XXXIII                   | 1998-99         | 13-04-1999      | Benetton Treviso (2)      | 64-60           | Pamesa València         | Pavelló Príncipe Felipe, Saragossa    |                 |
| XXXIV                    | 1999-00         | 11-04-2000      | AEK (1)                   | 83-76           | Kinder Bologna          | CIG de Malley, Lausana                |                 |
| XXXV                     | 2000-01         | 17-04-2001      | Maroussi BC (1)           | 74-72           | Élan Chalon             | Hala Torwar, Varsòvia                 |                 |
| XXXVI                    | 2001-02         | 30-04-2002      | Montepaschi Siena (1)     | 81-71           | Pamesa València         | Palais des Sports de Gerland, Lió     |                 |